# Puntate di Crimini del cuore

## Stagione 1 (2012)
| nº | Titolo originale              | Titolo italiano        | Prima TV USA     | Prima TV Italia |
| -- | ----------------------------- | ---------------------- | ---------------- | --------------- |
| 1  | Behind the Picket Fence       | Scambio di coppia      | 21 gennaio 2012  |                 |
| 2  | Never Enough                  | Non è mai abbastanza   | 28 gennaio 2012  |                 |
| 3  | Desperate Housewife           | Casalinga disperata    | 4 febbraio 2012  |                 |
| 4  | Hot For Teacher               |                        | 11 febbraio 2012 |                 |
| 5  | Afternoon Delight             | Pomeriggio di relax    | 18 febbraio 2012 |                 |
| 6  | The Showgirl and the Salesman | Il venditore           | 25 febbraio 2012 |                 |
| 7  | Judgment Day                  | Il Giorno del Giudizio | 3 marzo 2012     |                 |
| 8  | The Au Pair Affair            | La tata                | 10 marzo 2012    |                 |
| 9  | Letter From the Grave         | Lettera dalla tomba    | 17 marzo 2012    |                 |
| 10 | House of Deception            | Inganni                | 24 marzo 2012    |                 |
| 11 | A Fatal Affair                | Relazione fatale       | 31 marzo 2012    |                 |
| 12 | Hot and Sweet                 | Caldo e dolce          | 7 aprile 2012    |                 |
| 13 | Sunday School Killers         |                        | 14 aprile 2012   |                 |
| 14 | 'Til Debt Do Us Part          |                        | 21 aprile 2012   |                 |
| 15 | Sneaking Suspicion            |                        | 28 aprile 2012   |                 |
| 16 | Crazy For You                 |                        | 5 maggio 2012    |                 |
| 17 | In The Closet                 |                        | 12 maggio 2012   |                 |
| 18 | Wigs and a Gun                |                        | 19 maggio 2012   |                 |
| 19 | Sub-Prime Murder              |                        | 26 maggio 2012   |                 |
| 20 | Master of Seduction           | Seduzioni              | 2 giugno 2012    |                 |

## Stagione 2 (2013)
| nº | Titolo originale           | Titolo italiano | Prima TV USA     | Prima TV Italia |
| -- | -------------------------- | --------------- | ---------------- | --------------- |
| 1  | Deadly Game                |                 | 26 gennaio 2013  |                 |
| 2  | Blood on the Boardwalk     |                 | 2 febbraio 2013  |                 |
| 3  | Mortal Sin                 |                 | 9 febbraio 2013  |                 |
| 4  | Slave to Love              |                 | 16 febbraio 2013 |                 |
| 5  | Best Friends for Never     |                 | 23 febbraio 2013 |                 |
| 6  | Devil Inside               |                 | 2 marzo 2013     |                 |
| 7  | Rules of Engagement        |                 | 9 marzo 2013     |                 |
| 8  | Love You to Death          |                 | 16 marzo 2013    |                 |
| 9  | The Millionaire's Mistress |                 | 23 marzo 2013    |                 |
| 10 | Deadly Threesome           |                 | 30 marzo 2013    |                 |
| 11 | Killer Beauty              |                 | 6 aprile 2013    |                 |
| 12 | Addicted to Sex            |                 | 13 aprile 2013   |                 |
| 13 | Deadly Attractions         |                 | 20 aprile 2013   |                 |
| 14 | Bring On the Heat          |                 | 27 aprile 2013   |                 |
| 15 | You've Got Hate Mail       |                 | 4 maggio 2013    |                 |
| 16 | Fatal Fantasy              |                 | 11 maggio 2013   |                 |
| 17 | Black Widower              |                 | 18 maggio 2013   |                 |
| 18 | Love Thy Rabbi             |                 | 25 maggio 2013   |                 |
| 19 | Shadow Stalker             |                 | 1º giugno 2013   |                 |
| 20 | Love Is the Drug           |                 | 8 giugno 2013    |                 |

## Stagione 3 (2014)
| nº | Titolo originale        | Titolo italiano           | Prima TV USA     | Prima TV Italia |
| -- | ----------------------- | ------------------------- | ---------------- | --------------- |
| 1  | Naval Affairs           | Relazioni in Marina       | 4 gennaio 2014   |                 |
| 2  | Caskets and Strippers   | Bare e spogliarelliste    | 11 gennaio 2014  |                 |
| 3  | Lipstick Love Triangle  | Triangolo amoroso         | 18 gennaio 2014  |                 |
| 4  | God's Gift to Women     | Un dono divino            | 25 gennaio 2014  |                 |
| 5  | Roommates With Benefits | Amici con benefici        | 1º febbraio 2014 |                 |
| 6  | Bedside Manner          | Trattamento di bellezza   | 8 febbraio 2014  |                 |
| 7  | Tall, Dark and Deadly   | Alto misterioso e mortale | 15 febbraio 2014 |                 |
| 8  | Visions of Lust         | Bugie e destini           | 22 febbraio 2014 |                 |
| 9  | Slave for Love          | Conseguenze passionali    | 1º marzo 2014    |                 |
| 10 | Lover's Roulette        |                           | 8 marzo 2014     |                 |

## Stagione 4 (2014)
| nº | Titolo originale                      | Titolo italiano        | Prima TV USA     | Prima TV Italia |
| -- | ------------------------------------- | ---------------------- | ---------------- | --------------- |
| 1  | Sergeant Swinger                      | Campo di battaglia     | 4 ottobre 2014   |                 |
| 2  | Funeral Homewrecker                   | Il funerale            | 4 ottobre 2014   |                 |
| 3  | The Doctor Will See You Now           | Il dottore             | 11 ottobre 2014  |                 |
| 4  | Sex on the Beach                      | Sesso in spiaggia      | 18 ottobre 2014  |                 |
| 5  | The Virgin and the Bachelorette Party | La vergine             | 25 ottobre 2014  |                 |
| 6  | Disco Queen                           |                        | 1º novembre 2014 |                 |
| 7  | I’ll Have What She’s Having           | Desideri implacabili   | 8 novembre 2014  |                 |
| 8  | Strippercam                           |                        | 15 novembre 2014 |                 |
| 9  | Swing and a Missus                    | Uno scambio pericoloso | 22 novembre 2014 |                 |
| 10 | The Teacher's Pet                     |                        | 29 novembre 2014 |                 |

## Stagione 5 (2015)
| nº | Titolo originale                | Titolo italiano            | Prima TV USA   | Prima TV Italia |
| -- | ------------------------------- | -------------------------- | -------------- | --------------- |
| 1  | Mischief of Staff               | Una vita idilliaca         | 7 marzo 2015   |                 |
| 2  | Love Is a Battlefield           | Sul campo di battaglia     | 14 marzo 2015  |                 |
| 3  | Fatal Prophet                   | Profeta fatale             | 21 marzo 2015  |                 |
| 4  | The Doctor and the Beauty Queen | La reginetta di bellezza   | 4 aprile 2015  |                 |
| 5  | Sex, Secrets and Sergeants      | Segreti e omicidi          | 10 aprile 2015 |                 |
| 6  | Prisoner of Lust                | Prigionieri della lussuria | 18 aprile 2015 |                 |
| 7  | Sex Lies and Hi-Fis             | Il toy boy                 | 25 aprile 2015 |                 |
| 8  | Married to the Mob              | Il boss                    | 2 maggio 2015  |                 |
| 9  | Handcuff for Three              | Manette per tre            | 9 maggio 2015  |                 |
| 10 | Teacher, Teacher                | Insegnanti                 | 16 maggio 2015 |                 |

## Stagione 6 (2016)
| nº | Titolo originale         | Titolo italiano | Prima TV USA   | Prima TV Italia |
| -- | ------------------------ | --------------- | -------------- | --------------- |
| 1  | Northern Exposure        |                 | 3 aprile 2016  |                 |
| 2  | Blunt Force Drama        |                 | 10 aprile 2016 |                 |
| 3  | Shot for Teacher         |                 | 17 aprile 2016 |                 |
| 4  | Kentucky Thrill Ride     |                 | 24 aprile 2016 |                 |
| 5  | Bear Down                |                 | 1º maggio 2016 |                 |
| 6  | Naughty Not Nice         |                 | 8 maggio 2016  |                 |
| 7  | Manhattan Murder Mistery |                 | 15 maggio 2016 |                 |
| 8  | Heavy Betting            |                 | 29 maggio 2016 |                 |
| 9  | A Playbook for Murder    |                 | 5 giugno 2016  |                 |
| 10 | Marathon Lover           |                 | 12 giugno 2016 |                 |